# 锡拉木伦庙
锡拉木伦庙，位于内蒙古乌盟四子王旗戈壁草原中的红格尔苏木，是一座藏传佛教格鲁派寺院。

## 简介
锡拉木伦庙始建于1758年（乾隆二十三年），是四子部落旗境内最大的藏传佛教寺庙，位于今红格尔苏木驻地。
该庙除5大独贡之外，主要建筑还有4大拉布仁、4大庙仓、葛根避暑经堂。该庙依山傍水，5座大独贡分布在山间，4座拉布仁（活佛及各位主持喇嘛的寝宫）、360座喇嘛小院分布在山间及河畔。该庙建筑群南北约2里，东西约4里。该庙是内蒙古西部最大的召庙之一，号称“恩格日明嘎”（意为“山阳坡有千名喇嘛的庙宇”）。
该庙建筑均为藏式建筑。五座独贡均为白墙紫顶，殿堂屋顶布满各种铜制法器、圣物，彩色佛幡飘扬在数丈高的旗杆上，风铃声不绝于耳。各座独贡之内，供奉藏传佛教诸多主神的塑像，主佛为毗卢遮那佛（释迦牟尼法身佛）。朝格庆独贡的释迦牟尼铜佛高达26丈，莲花宝座及佛身约有三层楼高，佛手可容5个人盘膝同坐。其他四座独贡，供有大威德金刚（藏名“多结吉杰”）、无量寿佛（藏名“阿比德”）、密集金刚（藏名“桑堆”）、护法神（藏名“雅满达”）等。各个独贡、拉布仁内有重彩壁画、民族图案、唐卡，这些作品大多出自蒙古族僧人、画师。葛根拉布仁（活佛寝宫）位于主峰的峡谷中。
文化大革命时期，该庙遭到毁灭性破坏。仅有两座独贡保留下来。